# Westwego
Westwego é uma cidade localizada no estado americano de Luisiana, na Paróquia de Jefferson.

## Demografia
Segundo o censo americano de 2000, a sua população era de 10.763 habitantes.
Em 2006, foi estimada uma população de 10.003, um decréscimo de 760 (-7.1%).

## Geografia
De acordo com o United States Census Bureau tem uma área de
9,3 km², dos quais 8,3 km² cobertos por terra e 1,0 km² cobertos por água.

## Localidades na vizinhança
O diagrama seguinte representa as localidades num raio de 8 km ao redor de Westwego.